# Cote de Pablo
Cote de Pablo (født María José de Pablo Fernández den 12. november 1979) er en chilensk-amerikansk skuespiller og musiker. Hun har været nomineret til ALMA Award for sin rolle i tv-serien NCIS. 

## Opvækst
Da Cote de Pablo var ti år, fik hendes mor, María Olga Fernández arbejde i Miami, Florida, på en spansktalende tv kanal.
Hun gik på Carnegie Mellon University i Pittsburgh, Pennsylvania, hvor hun studerede musik, teater og medvirkede i flere teaterstykker.

## Karriere
Cote De Pablo er bedst kendt for sin rolle på CBS drama NCIS (2003) som Ziva David, en tidligere Israelsk Mossad Officer som nu er specialagent for NCIS. Hun er også kendt for at være med i showet Control 19941995 på Univision, sammen med tidligere Entertainment Tonight-vært Carlos Ponce.

## Anerkendelser
- 2006 – Vandt en Imagen Award på Imagen Foundation Awards for bedste kvindelige birolle i tv for NCIS (2006).

- 2008 – Nomineret til en Imagen Award på Imagen Foundation Awards for bedste kvindelige birolle i tv for NCIS (2008).

- 2008 – Nomineret til en ALMA Award på ALMA Awards til Fremragende skuespiller i Drama Serien NCIS (2008).

- 2009 – Nomineret til en ALMA Award på ALMA Awards til Fremragende skuespiller i Drama Serien NCIS (2009).

## Filmografi
| År                  | Titel                          | Rolle               | Noter                                                                                              |
| ------------------- | ------------------------------ | ------------------- | -------------------------------------------------------------------------------------------------- |
| 1994–1995           | Control                        | Vært                | Latin-Amerikansk magasinshow                                                                       |
| 2000                | The $treet                     | Fiona               | Afsnit: "Hostile Makeover"                                                                         |
| 2001                | The Education of Max Bickford  | Gina                | Afsnit: "Do It Yourself"                                                                           |
| 2002                | TOCA Race Driver               | Melanie Sanchez     | |
| 2004                | The Jury                       | Marguerite Cisneros | 10 afsnit                                                                                          |
| 2010                | The Last Rites of Ransom Pride | Bruja               | |
| 2004–2013 2019–2020 | NCIS                           | Ziva David          | Gæsteoptrædende (sæson 3, 16) Hovedrolle (sæson 3–sæson 11) Tilbagevendende (sæson 17); 194 afsnit |